# Johann Joseph Geisser

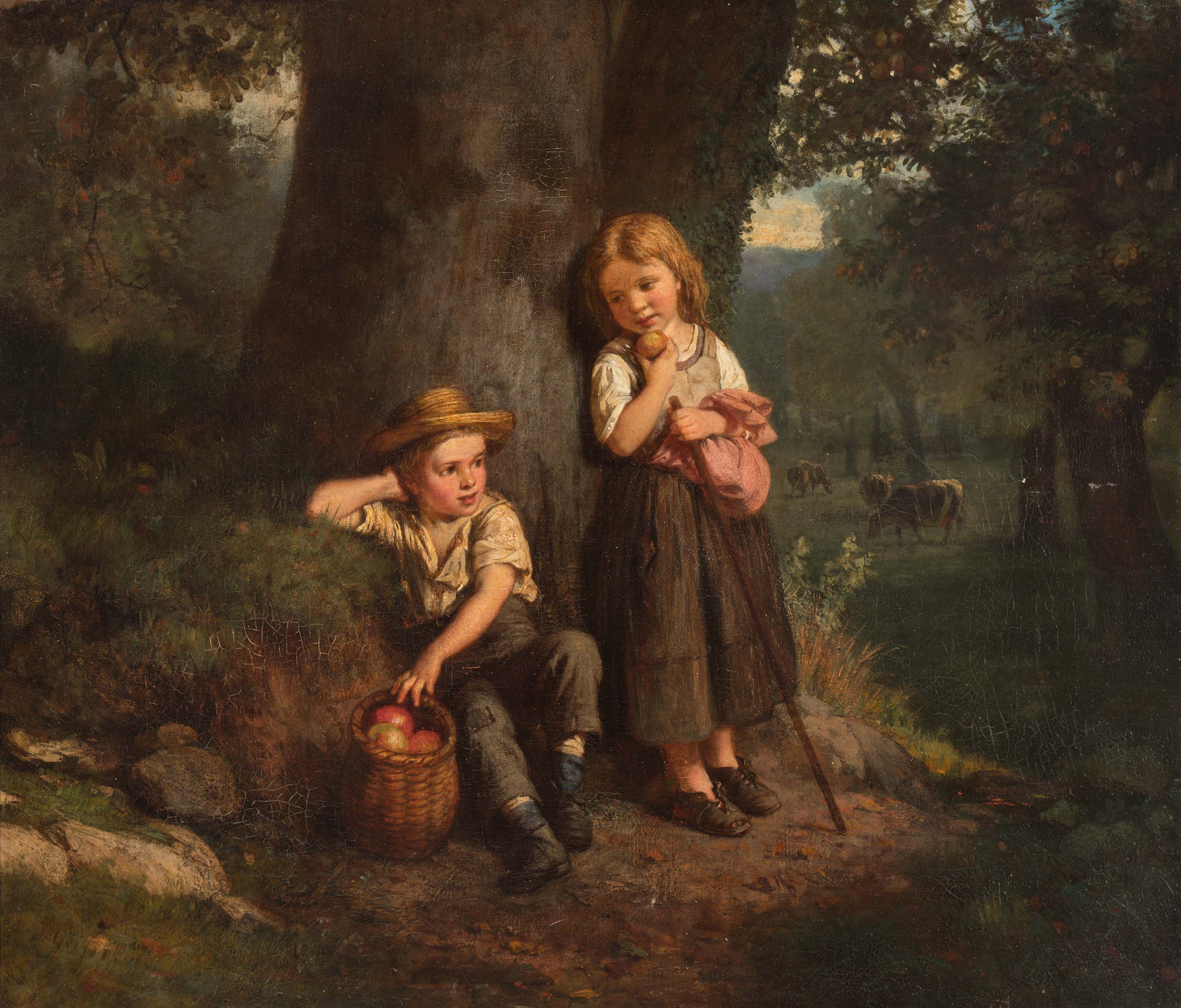
Zwei Kinder unter einem Baum

Johann Joseph Geisser (* 29. März 1824 in Altstätten; † 10. Oktober 1894 in Lausanne) war ein Schweizer Landschafts- und Genremaler.

## Leben
Johann Joseph Geisser wurde als Sohn des Drechslers Johann Joseph Geisser und der Maria Magdalena geb. Grüninger geboren. Nach einer Berufslehre als Uhrenmechaniker studierte er ab dem 27. April 1843 an der Königlichen Akademie der Künste in München und setzte sein Studium in Rom fort. Einige Jahre verbrachte er in Zürich, wo er als Landschafts-, Genre- und Porträtmaler tätig war. 1863 heiratete er Rosalie Louise Caroline Elise Masson. 1865 liess er sich in Lausanne nieder. Von 1859 bis 1886 stellte er seine Werke regelmässig in Genf aus. Von 1846 bis 1886 beteiligte er sich an den Turnusausstellungen der Schweizerischen Kunstgesellschaft. 1866 gründete Geisser die Waadtländer Sektion der Société des peintres et sculpteurs suisses. Werke von ihm befinden sich im Kunsthaus Zürich und in den Kunstmuseen von Lausanne und St. Gallen.